# Anton Strålman
Anton Strålman (* 1. srpna 1986 Tibro) je švédský hokejový obránce hrající za tým Providence Bruins v AHL. Během své kariéry v zámoří oblékal postupně dres Toronta Maple Leafs, Columbusu Blue Jackets a New Yorku Rangers, se kterým se v sezóně 2013/2014 dostal do finále.

## Hráčská kariéra
Strålmana si během draftu NHL 2005 vybral v 7. kole tým Toronto Maple Leafs jako 216. celkově a jejich pátou volbu v tomto draftu. Dříve ten stejný rok podepsal 4. dubna podepsal smlouvu na dva roky se švédským klubem Timrå IK. Během následující sezóny 2005/06 si Strålman rychle zvykl na hokej ve švédské lize a udržel si místo v týmu Timry. Dne 20. ledna 2006 skončil třetí ze čtyř kandidátů na nováčka sezóny ve švédské lize. Z této ceny se tehdy radoval útočník Nicklas Bäckström.
Dne 16. května 2007 podepsal s Torontem tříletou nováčkovskou smlouvu. V zámoří se poprvé představil v American Hockey League (AHL) v dresu farmářského týmu Maple Leafs Toronta Marlies. Ssvého debutu v National Hockey League (NHL) se dočkal 23. října 2007 proti týmu Atlanta Thrashers. Dne 21. března 2008 vstřelil svůj první gól v NHL proti Buffalu Sabres a 29. března proti Montrealu Canadiens zaznamenal v 1 utkání více než 1 bod, když dvakrát skóroval.

## Reprezentační kariéra
Je účastníkem dvou juniorských šampionátů v roce 2005 a 2006. Na MS 2009 ve Švýcarsku pomohl švédskému výběru pěti body (1 branka a 4 asistence) k zisku bronzových medailí. Dne 2. března 2016 ho Rikard Grönborg zařadil na svou soupisku pro Světový pohár v ledním hokeji 2016 v Torontu. Strålman na turnaji v dresu Švédska působil i se svým parťákem z obranné dvojice Victorem Hedmanem. S týmem obsadil konečné 3. místo, když prohráli po prodloužení v semifinále s Výběrem Evopry výsledkem 2:3. Na turnaji zaznamenal ve čtyřech odehraných utkáních 2 kanadské body za 1 branku a 1 asistenci.

## Klubové statistiky
| Sezona     | Klub                  | Soutěž     | Základní část | Základní část | Základní část | Základní část | Základní část | Play off | Play off | Play off | Play off | Play off |
| Sezona     | Klub                  | Soutěž     | Z             | G             | A             | B             | TM            | Z        | G        | A        | B        | TM       |
| ---------- | --------------------- | ---------- | ------------- | ------------- | ------------- | ------------- | ------------- | -------- | -------- | -------- | -------- | -------- |
| 2003/04    | Skövde IK             | Swe. 2     | 43            | 8             | 10            | 18            | 22            | —        | —        | —        | —        | —        |
| 2004/05    | Skövde IK             | SHL        | 41            | 9             | 9             | 18            | 34            | —        | —        | —        | —        | —        |
| 2005/06    | Timrå IK              | SHL        | 45            | 1             | 4             | 5             | 28            | —        | —        | —        | —        | —        |
| 2006/07    | Timrå IK              | SHL        | 53            | 10            | 11            | 21            | 34            | 7        | 1        | 3        | 4        | 10       |
| 2007/08    | Toronto Marlies       | AHL        | 21            | 0             | 11            | 11            | 22            | —        | —        | —        | —        | —        |
| 2007/08    | Toronto Maple Leafs   | NHL        | 50            | 3             | 6             | 9             | 18            | —        | —        | —        | —        | —        |
| 2008/09    | Toronto Marlies       | AHL        | 36            | 7             | 9             | 16            | 24            | 6        | 1        | 2        | 3        | 0        |
| 2008/09    | Toronto Maple Leafs   | NHL        | 38            | 1             | 12            | 13            | 20            | —        | —        | —        | —        | —        |
| 2009/10    | Columbus Blue Jackets | NHL        | 73            | 6             | 28            | 34            | 37            | —        | —        | —        | —        | —        |
| 2010/11    | Columbus Blue Jackets | NHL        | 51            | 1             | 17            | 18            | 22            | —        | —        | —        | —        | —        |
| 2011/12    | New York Rangers      | NHL        | 53            | 2             | 16            | 18            | 20            | 20       | 3        | 3        | 6        | 4        |
| 2012/13    | New York Rangers      | NHL        | 48            | 4             | 3             | 7             | 16            | 10       | 0        | 0        | 0        | 0        |
| 2013/14    | New York Rangers      | NHL        | 81            | 1             | 12            | 13            | 26            | 25       | 0        | 5        | 5        | 4        |
| 2014/15    | Tampa Bay Lightning   | NHL        | 82            | 9             | 30            | 39            | 26            | 26       | 1        | 8        | 9        | 8        |
| 2015/16    | Tampa Bay Lightning   | NHL        | 73            | 9             | 25            | 34            | 20            | 6        | 1        | 0        | 1        | 2        |
| 2016/17    | Tampa Bay Lightning   | NHL        | 73            | 5             | 17            | 22            | 20            | —        | —        | —        | —        | —        |
| 2017/18    | Tampa Bay Lightning   | NHL        | 80            | 4             | 14            | 18            | 18            | 17       | 1        | 4        | 5        | 8        |
| 2018/19    | Tampa Bay Lightning   | NHL        | 47            | 2             | 15            | 17            | 8             | —        | —        | —        | —        | —        |
| 2019/20    | Florida Panthers      | NHL        | 69            | 5             | 14            | 19            | 14            | 4        | 0        | 0        | 0        | 2        |
| 2020/21    | Florida Panthers      | NHL        | 38            | 3             | 6             | 9             | 8             | 5        | 0        | 0        | 0        | 0        |
| 2021/22    | Arizona Coyotes       | NHL        | 74            | 8             | 15            | 23            | 12            | —        | —        | —        | —        | —        |
| 2022/23    | Boston Bruins         | NHL        | 8             | 0             | 0             | 0             | 2             | —        | —        | —        | —        | —        |
| 2022/23    | Providence Bruins     | AHL        | 17            | 0             | 4             | 4             | 0             | —        | —        | —        | —        | —        |
| NHL celkem | NHL celkem            | NHL celkem | 938           | 63            | 230           | 293           | 287           | 112      | 6        | 20       | 26       | 28       |

### Reprezentační statistiky
| 2005            | Švédsko 20      | MSJ             | 6. místo         | 5  | 0 | 0  | 0  | 2  |
| 2006            | Švédsko 20      | MSJ             | 5. místo         | 6  | 0 | 1  | 1  | 6  |
| 2007            | Švédsko         | MS              | 4. místo         | 9  | 1 | 1  | 2  | 0  |
| 2008            | Švédsko         | MS              | 4. místo         | 8  | 4 | 3  | 7  | 31 |
| 2009            | Švédsko         | MS              | Bronzová medaile | 7  | 1 | 4  | 5  | 6  |
| 2016            | Švédsko         | SP              | Bronzová medaile | 4  | 1 | 1  | 2  | 6  |
| 2017            | Švédsko         | MS              | Zlatá medaile    | 10 | 0 | 4  | 4  | 4  |
| Junioři celkově | Junioři celkově | Junioři celkově | Junioři celkově  | 11 | 0 | 1  | 1  | 8  |
| Senioři celkově | Senioři celkově | Senioři celkově | Senioři celkově  | 38 | 7 | 13 | 20 | 47 |